# Килкенни (станция)
Килкенни — железнодорожная станция, открытая 12 мая 1848 года и обеспечивающая транспортной связью одноимённый город в графстве Килкенни, Республика Ирландия. Станция получила название МакДонах 10 апреля 1966 года — в честь одного из лидеров Пасхального восстания, Томаса МакДонаха.
Станция тупикового типа соединена коротким ответвлением с железнодорожной линией между Килдэром и Уотерфордом. Поэтому ранее приходилось выполнять оборот локомотива, но применение ведущих вагонов и автомотрис позволило отказаться от этого.